# سیارک ۵۵۸۳
سیارک ۵۵۸۳ (به انگلیسی: 5583 Braunerova، نامگذاری:1989EY1) پنج هزار و پانصد و هشتاد و سومین سیارک کشف شده‌است که در ۵ مارس ۱۹۸۹ کشف شد.
قدر مطلق سیارک برابر ۱۲٫۴۰ است.